# 1994 PN
1994 PN är en asteroid i huvudbältet som upptäcktes den 7 augusti 1994 av den australiensiske amatörastronomen Gordon J. Garradd vid Siding Spring-observatoriet.
Den tillhör asteroidgruppen Amor.